# Convention nationale républicaine de 1952
La Convention nationale républicaine de 1952 s'est tenue à l'International Amphitheatre de Chicago du 7 au 11 juillet. Elle aboutit à la nomination du populaire héros de guerre, le général Dwight D. Eisenhower comme candidat à l'élection présidentielle. Le sénateur de Californie, Richard Nixon, connu pour sa croisade anti-communiste, prit la place de vice-président sur le ticket républicain.
La plateforme républicaine mit en cause l'administration Truman pour sa conduite de la guerre de Corée, appela au licenciement des "employés non nécessaires, incompétents et flemmards" du département d'état, condamna la politique économique des administrations démocrates, soutint la loi Taft-Hartley, s'opposa à la "discrimination selon la race, la religion ou l'origine nationale", supporta "l'action fédérale visant l'élimination du lynchage" et promit de mettre fin à la subversion communiste aux États-Unis.

## Les candidats

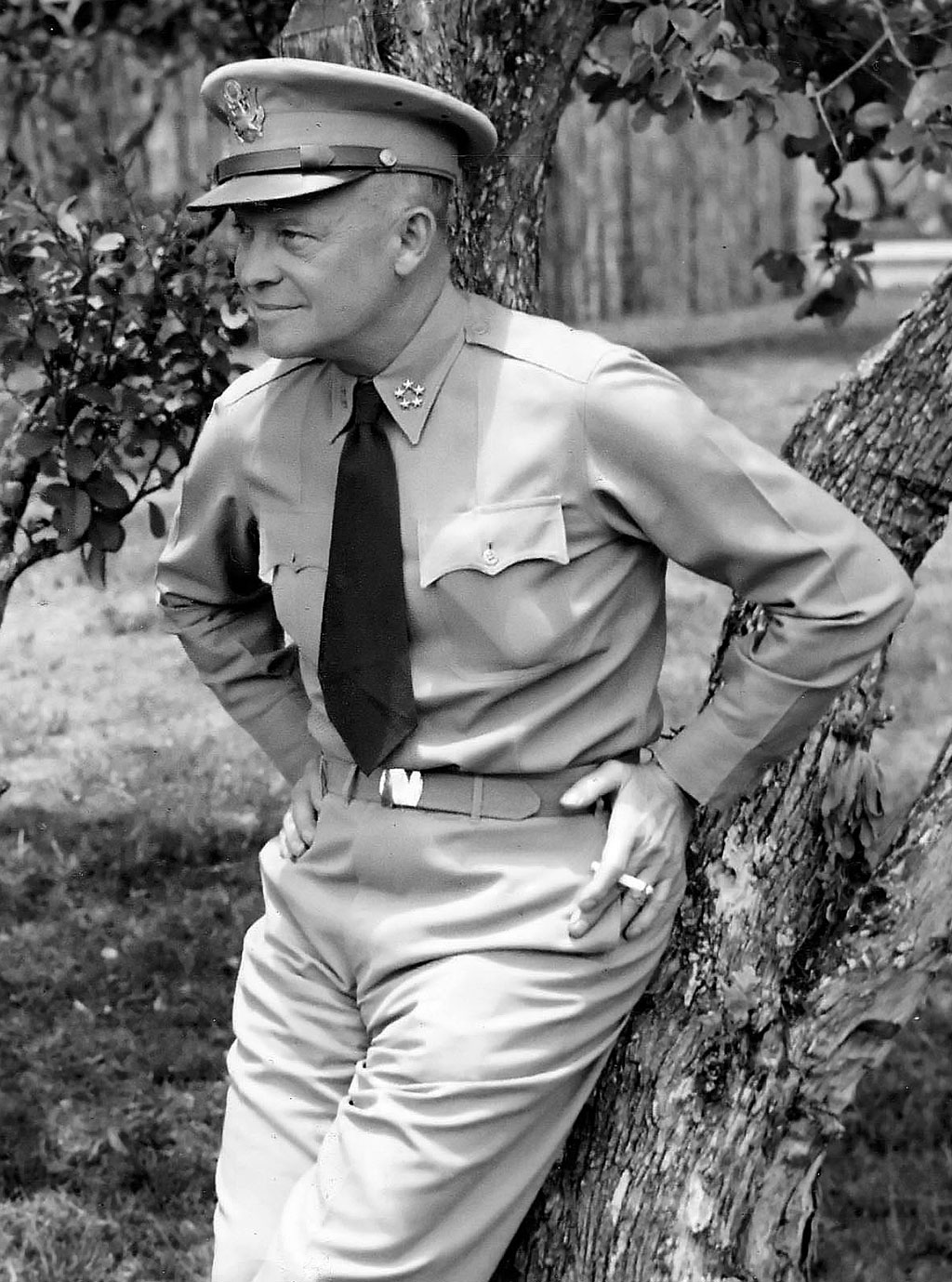
Le général Dwight D. Eisenhower de New York
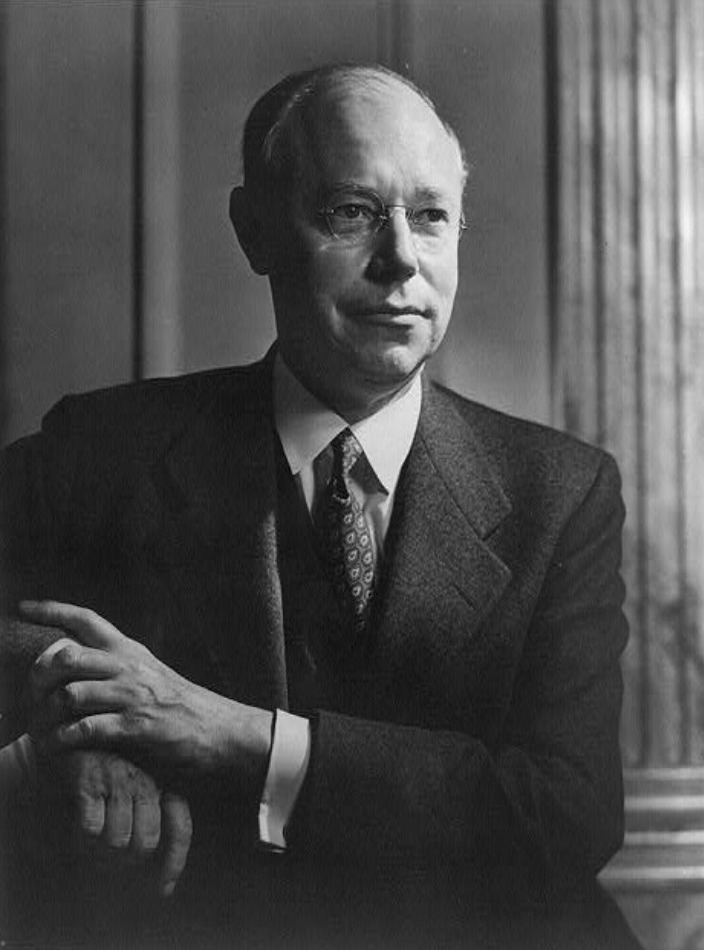
Le sénateur Robert Taft d'Ohio
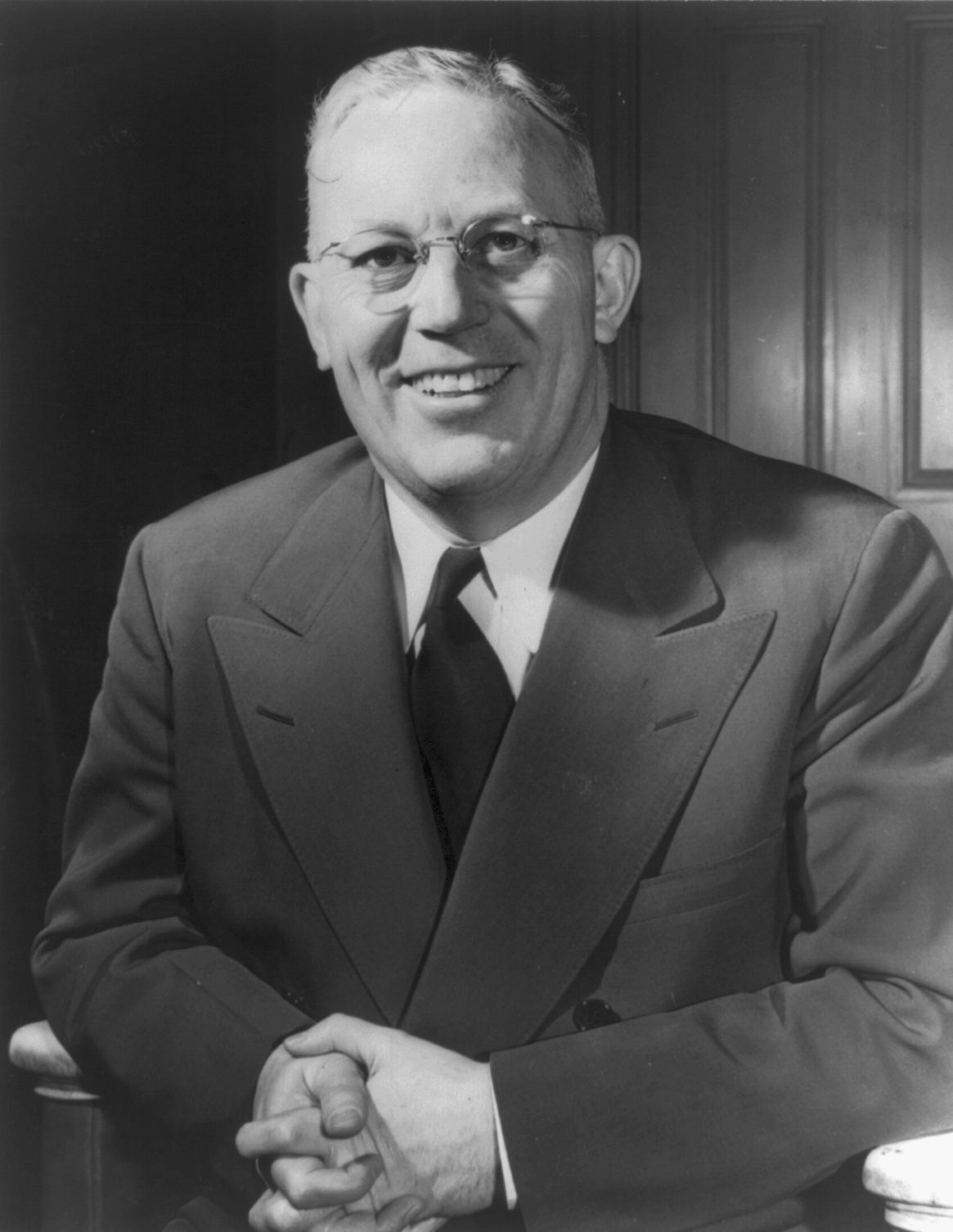
Le gouverneur de Californie Earl Warren
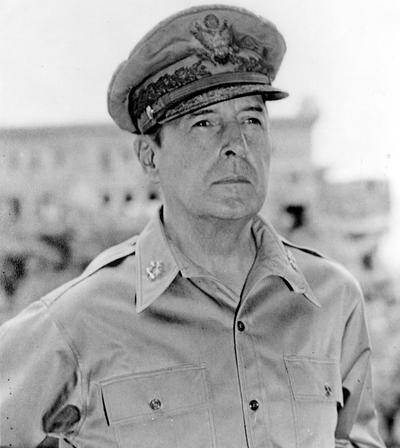
Le général Douglas MacArthur d'Arkansas
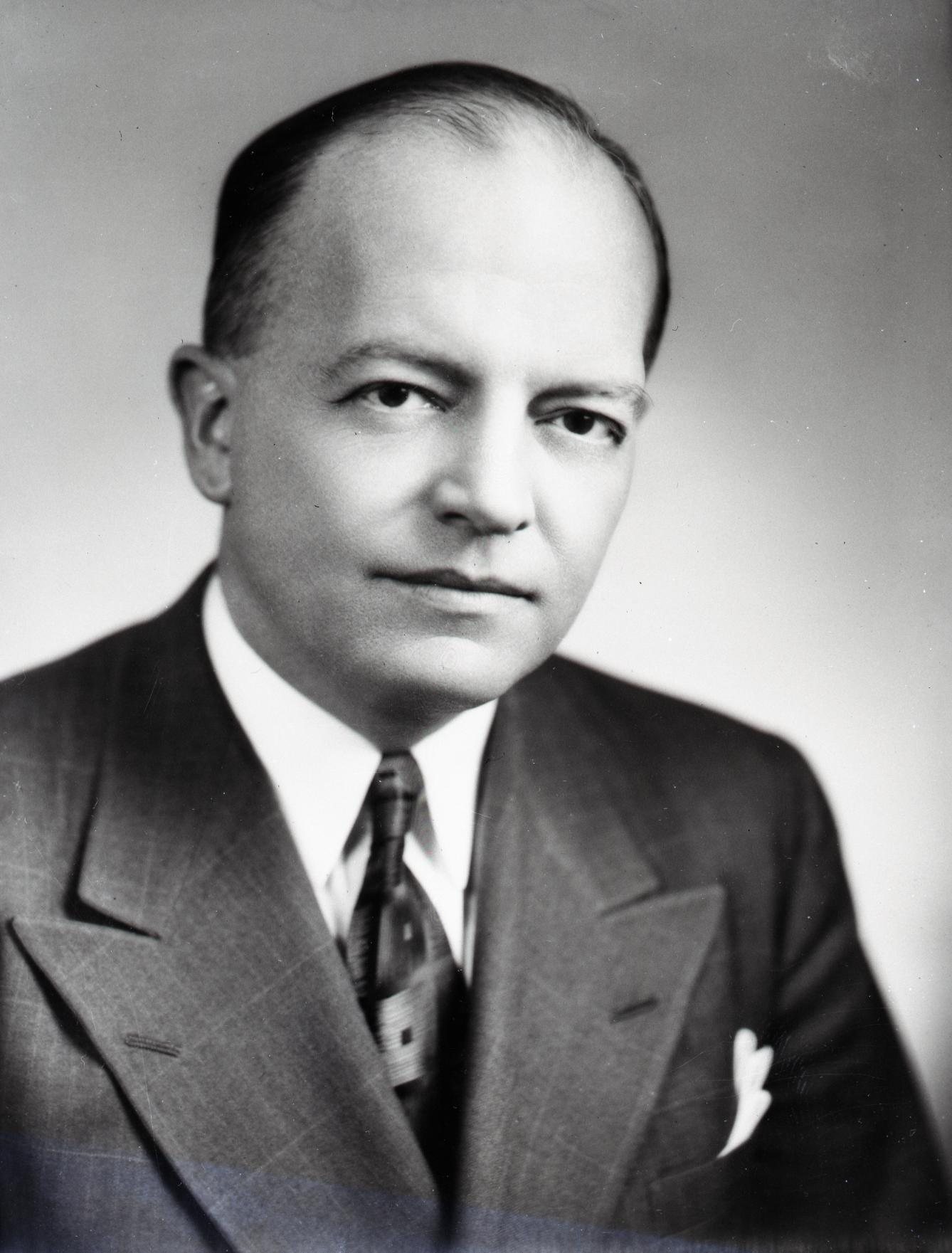
L'ancien gouverneur de Pennsylvanie Harold Stassen

## Les votes
| Votes à la convention nationale républicaine de 1952 |          |         |
| Candidats                                            | 1er tour | 2e tour |
| Général Dwight D. Eisenhower                         | 595      | 845     |
| Robert Taft                                          | 500      | 280     |
| Earl Warren                                          | 81       | 77      |
| Harold Stassen                                       | 20       | 0       |
| Général Douglas MacArthur                            | 10       | 4       |

Les républicains restaient divisés entre les modérés soutenant Thomas Dewey et les conservateurs rassemblés derrière Robert Taft. Dewey qui ne souhaitait pas concourir une troisième fois à la magistrature suprême s'était rangé derrière Dwight D. Eisenhower. Pourtant, Taft abordait la convention en tête en nombre de délégués, ayant remporté six primaires contre seulement cinq pour "Ike". Mais le prestige de l'ancien commandant en chef, combiné à l'habilité tactique de ses conseillers, lui permirent d'arriver en tête dès le 1er tour et de gagner la nomination au second.

## Vice présidence
Eisenhower s'intéressa peu au processus de sélection de son colistier sur le ticket républicain. Le choix de Richard Nixon fut donc surtout le fait de deux de ses conseillers, Lucius D. Clay et Herbert Brownell. Il s'agissait de compléter l'offre politique en termes de géographie et d'âge tout en remerciant le nommé pour son rôle dans le basculement des votes clés de Californie.